# Guru Nanak
 Der er for få eller ingen kildehenvisninger i denne artikel, hvilket er et problem. Du kan hjælpe ved at angive troværdige kilder til de påstande, som fremføres i artiklen.

Guru Nanak (Gurmukhi: ਗੁਰੂ ਨਾਨਕ) (15. april 1469 – 7. maj 1539) er en af de ti guruer i sikhismen. Guru Nanak besad ifølge sikhismen Guds lys 

## Biografi
Guru Nanak er grundlæggeren af Sikhismen og er den første guru i en række af 10 guruer som grundlagde verdensreligionen Sikhisme. 
Ordet Guru er sammensat af to ord. Gu som betyder lys, og Ru som betyder mørke. Guruen er med andre ord det lys, der får menneskeheden ud af det (spirituelle) mørke det befinder sig i.
Guru Nanaks kommen til verden bliver i tidlige historiebøger beskrevet således:
Herren lyttede til menneskehedens gråd og sendte Guru Nanak til verden.
Ved Guruens kommen fordampede tågen, og lyset spredte sig i alle retninger, 
som ved solopgangen der fjerner mørkets stjerner.
Guru Nanak blev sendt i en tid hvor religionen stod svagt, og menneskeheden havde sat sig fast i tomme ritualer, materialisme, imperialisme mv. 
Renæssancen var så småt begyndt at tage form i Europa, hvor mennesket gjorde sig til den lovgivende magt, hvorved mennesket selv bedømte rigtigt fra forkert, og Gud blev fjernet fra den gennemsnitlige europæers hverdag. 
Muslimerne og de kristne havde hundreder af år tidligere påbegyndt deres korstog med tvangskonverteringer til følge, og religionen blev generelt en ydre fysisk ting, hvor det indre spirituelle aspekt blev glemt.
Guru Nanak blev sendt til verden for at rette op på det. Det spirituelle aspekt skulle tilbage til mennesket, og portene til SachKhand (Guds rige) blev atter åbnet.
Han brugte 28 år af sit liv på at rejse rundt i verden og prædike sit budskab om troen på en Gud, kærlighed, åndelighed, tolerance og nåde. 
Han menes at have skaffet hundrede tusinder af følgere under sine rejser, og han blev modtaget med åbne arme af alle. 
Han var så højt respekteret af hinduer og muslimer at der opstod stridigheder ved hans død, hvor muslimer mente han skulle begraves efter muslimsk skik, og hinduer mente han skulle kremeres ved hinduistisk skik. 
Under skænderiet forsvandt Guru Nanaks lig og i stedet lå der blomster. Hinduerne og muslimerne blev enige om at dele blomsterne op og dele det lagen der dækkede hans krop i to, hvorefter de udførte deres ”sidste rettigheder” over disse genstande.
Dette er et tegn på at Guru Nanak ikke var sendt til et bestemt folk eller race, men derimod hele menneskeheden. Historikeren Robert Russet tilføjer endvidere at Guru Nanak er den eneste i verdenshistorien, der er blevet varetaget efter to religiøse traditioner efter sin død.

## Guru Nanaks lære
Guru Nanaks lære hviler på 3 grundpiller som udgør fundamentet for hele religionen.
•	Naam Japna – Reciteringen af Guds navn
•	Kirt Karni – At leve et ærligt og praktisk familieliv.
•	Vand Chakna – At dele hvad man ejer med de fattige og svagere stillede.
Naam Jaapo eller Naam Japna er bevidsthedens ihukommelse af Gud ved recitering af hans navn. Det er den eneste måde at få bevidstheden til at koncentrere og fokusere sig mod Gud.
Navnene/mantraerne afspejler oftest Skaberens egenskaber og Hans storhed.
Kirt Karni udgør den anden pille i Sikhismens fundament – at leve et ærligt liv.
Dharam di Kirat Karni er at arbejde og tjene sine penge på ærlig vis, at leve et liv som husholderske (frem for at trække sig tilbage fra verden som yogier, nonner og munke gør) og leve retfærdigt. 
Dette indebærer samtidig at udføre gode handlinger for andre uden at forvente noget til gengæld. Ved denne grundpille fås også det obligatoriske krav, at mennesket er sin egen forsørger, og skal bruge de muligheder, egenskaber og styrker han har fået af Gud, til at forbedre sig selv, sin familie samt samfundet i helhed.
Wand Shako er den tredje og sidste grundpille i Sikhismens fundament, og indebærer et velgørenhedsaspekt. Denne grundpille er til for samfundets skyld, og det indebærer at dele sin rigdom med samfundet for at forbedre samfundet og skabe lighed